# Оптова генеруюча компанія № 2
Оптова генеруюча компанія № 2 (ОГК-2) — російська енергетична компанія, створена в результаті реформи РАО «ЄЕС Росії». На 2014 рік контролює електростанції встановленою потужністю 18 ГВт. Основними видами діяльності ПАТ «ОГК-2» є виробництво і продаж електричної і теплової енергії. Основним ринком збуту є оптовий ринок електричної енергії (потужності). Повне найменування — Товариство з обмеженою відповідальністю «Друга генеруюча компанія оптового ринку електроенергії». Штаб-квартира компанії розташована в Москві.